# Onychostoma gerlachi
Onychostoma gerlachi är en fiskart som först beskrevs av Peters, 1881.  Onychostoma gerlachi ingår i släktet Onychostoma och familjen karpfiskar. IUCN kategoriserar arten globalt som nära hotad. Inga underarter finns listade i Catalogue of Life.